# O du, som suckar med ängsligt hjärta
O du, som suckar med ängsligt hjärta är en psalmtext, som skrevs av Gerda Fernholm. Hon var dotter till kontraktsprosten Anders Lignell och gifte sig 1871 med prästen, sedermera bapistledaren, Andreas Fernholm. 
Med melodi av Joël Blomqvist trycktes den i Svenska Missionsförbundets sångbok 1894. Denna melodi är identisk med den som används till hans psalm Det är ett fast ord.

## Publicerad i
- Veckoposten 3 april 1878
- Svenska Missionsförbundets sångbok 1894